# 丹增熱珠
丹增熱珠（藏語：བསྟན་འཛིན་རིག་གྲོལ།，威利转写：bstan 'dzin rig grol；1982年1月16日—），西藏當代藝術家，出生于尼泊尔加德满都的流亡藏人家庭，其作品包括诗歌、繪畫、拼貼畫、雕塑、數碼、錄像裝置、表演藝術和場域特定藝術等。
他於2011年将20吨泥土从西藏日喀则市運到印度达兰萨拉，創作了裝置藝術作品《我們的土地，我們的人民》，該作品曾被紀錄片《把西藏帶回家》用作录制題材。2013年，他的作品《寂靜：十一面觀音菩薩》被大都會藝術博物館收藏，使其成為第一位作品被該館收藏的西藏當代藝術家。

## 生平
丹增熱珠於1982年1月16日在尼泊尔加德满都出生，父母是流亡藏人，全家2002年獲得美國政治庇護。1999年丹增熱珠在茨仁央吉的指導下學習西藏傳統拼貼畫和唐卡藝術，2002年在加德滿都協噶爾寺圖登喇嘛的指導下學習西藏傳統沙畫和酥油雕塑，2003年在加德滿都唐卡藝術學校取得西藏傳統唐卡繪畫證書，2005年從科羅拉多大學丹佛分校的艺术和媒体学院取得藝術創作學士與藝術史學士学位。:43
2007年，其作品《生命的蛻變》以10,000英镑售出。2010年，他與中国艺术家張宏圖共同創作了一幅大型劉曉波畫像，掛在紐約聯合國總部大樓對面。
他於2018年在達蘭薩拉籌設藝術家進駐工作室Studio 59: Dialogue Artists' Residency，希望將工作室變成一個來自世界各地的藏族和其他藝術家的學院，藝術家在此可以獨處，冥想“在這個時代身為藏人的意義是什麼”，全神貫注地用藝術表達自己的西藏。工作室目前已有六位藝術家進駐。他並且義賣自己作品為該工作室籌資。

## 知名作品
裝置藝術作品《我們的土地，我們的人民》是他最出名的作品之一。為了製作這件作品，他於2011年將20吨日喀则市的泥土偷運到达兰萨拉，鋪在學校的操場上，使流亡藏人有機會走在家鄉的泥土上。藏人导演丹增茨旦以该作品为主題拍摄了紀錄片《把西藏帶回家》，该紀錄片于2013年10月在釜山國際影展首映，2014年1月赢得了視聽藝術國際影展的「欧洲青年評審獎」。

《寂靜：十一面觀音菩薩》

他的畫作《寂靜：十一面觀音菩薩》（Pin drop silence: Eleven-headed Avalokiteshvara）裏，十一面觀音站在神聖光輪中，十一面代表各種領域的智慧與證悟。觀音的內臂結合十手印，表示禮敬，與四臂觀音的手印相同，而藏傳佛教把達賴喇嘛奉為四臂觀音的化身。觀音臉部略去了眼睛，使觀眾無法與從眼神接觸與觀音交流感情，這種手法使得作品脫離了宗教情境而成為個人創造的獨立藝術作品。自十七世紀以來，西藏繪畫通常把觀音畫在藍綠色山脈的背景上，這種空間表現來自中國傳統山水畫。此畫不遵循傳統的空間表現，而是把空間分割，重新詮釋了觀音在空間中的位置。這樣的線條分割創造了填滿文字的區域和充滿活力的彩色圖案區域。他被問到統一人物和分面背景空間的線條網格時，他解釋說他想要通過傳統方式揭露藏傳佛教富有慈悲、人性的品質，因此保留了唐卡畫作草圖上表示比例結構的線條，這些線條通常隱藏在完成的作品下面。這一設計的另一來源是他年輕時在尼泊爾為家族企業設計的西藏地毯。:44

## 展览
2006年月，他参加了在加利福尼亞大學洛杉磯分校福勒博物馆舉辦的展览Missing Peace（「失去的和平」） 同年九月，他在科羅拉多大學波德分校艺术博物馆的「碧湖波瀾：当代西藏艺术展」展出。
2007年8月，他在纽约的魯賓藝術博物館展出作品。
他的作品从2009年2月11日至3月27日在伦敦Rossi & Rossi畫廊展出。
他的作品于2010年5月底在香港展出。同年6月至10月，纽约鲁宾艺术博物馆举行西藏当代艺术展「传统的转化」，這是西藏当代艺术首次在西方大型博物館展出。他的作品獲選參展。同年9月，他参加了在中国北京宋莊美術館举行的「烈日西藏--西藏当代艺术展」。
2011年，他的裝置藝術《我們的土地，我們的人民》在達蘭薩拉展出。
2012年，他参加在以色列特拉维夫艺术博物馆的展览「面对面」。
2014年1月到2月，他的作品在美国佛蒙特大学弗萊明藝術博物馆展出。同年2月到6月，纽约大都會藝術博物館举行「西藏和印度－佛教傳統與變革」展覽，他是應邀展出的两位西藏当代艺术家之一 。
2015年9月19日到10月24日，他的個人展《諸行無常》在香港Rossi & Rossi畫廊展出。展品《風景》是他迄今尺幅最大的繪畫作品。
2018年10月，他的作品參加伯克利藝術博物館和太平洋電影資料館舉辦的西藏當代藝術展「無盡」（Boundless），其中一幅作品《憤怒的舞蹈》（Wrathful Dance）是他對藏人自焚抗議的反思。他說：「娛樂就是讓人忘掉問題，而藝術是提出問題。」

## 著作
他出版了三本诗集。 2009年，他发表了他的第一本诗集，發佈會在纽约的西藏之家举行。詩人丹增德吉認為他的情诗《蝴蝶翅膀》繼承了第六世达赖喇嘛以來的傳統。
- Tenzing Rigdol. . London: Rossi & Rossi. 2009年. ISBN 9781906576073.

诗集
- Tenzing Rigdol. . Dharamshala, HP, India: Tibet Writes. 2008年  [2018-11-10]. ISBN 978-81-904174-1-9. （原始内容存档于2019-02-21）.
- Tenzing Rigdol. . Dharamshala, HP, India: Tibet Writes. 2011年.
- Tenzing Rigdol. . Dharamshala, HP, India: Tibet Writes. 2011年  [2018-11-10]. ISBN 978-81-904174-6-4. （原始内容存档于2019-02-21）.

## 外部連結
- 紐約大都會藝術博物館收藏的作品《寂靜：十一面觀音菩薩（页面存档备份，存于）》與簡介（页面存档备份，存于）（英文）
- 伯克利藝術博物館和太平洋電影資料館（英语：Berkeley Art Museum and Pacific Film Archive）展出作品（页面存档备份，存于）
- 丹增熱珠部分作品照片（页面存档备份，存于）
- 丹增熱珠YouTube上的訪談（英文）
- 丹增熱珠拍攝的短片YouTube上的Beautiful Betrayal